# Sant Martí de Canals
|  | Per a altres significats, vegeu «església de Sant Martí de Canals». |

Sant Martí de Canals és un poble del municipi de Conca de Dalt, fins al 1969 de l'antic terme municipal de Claverol.

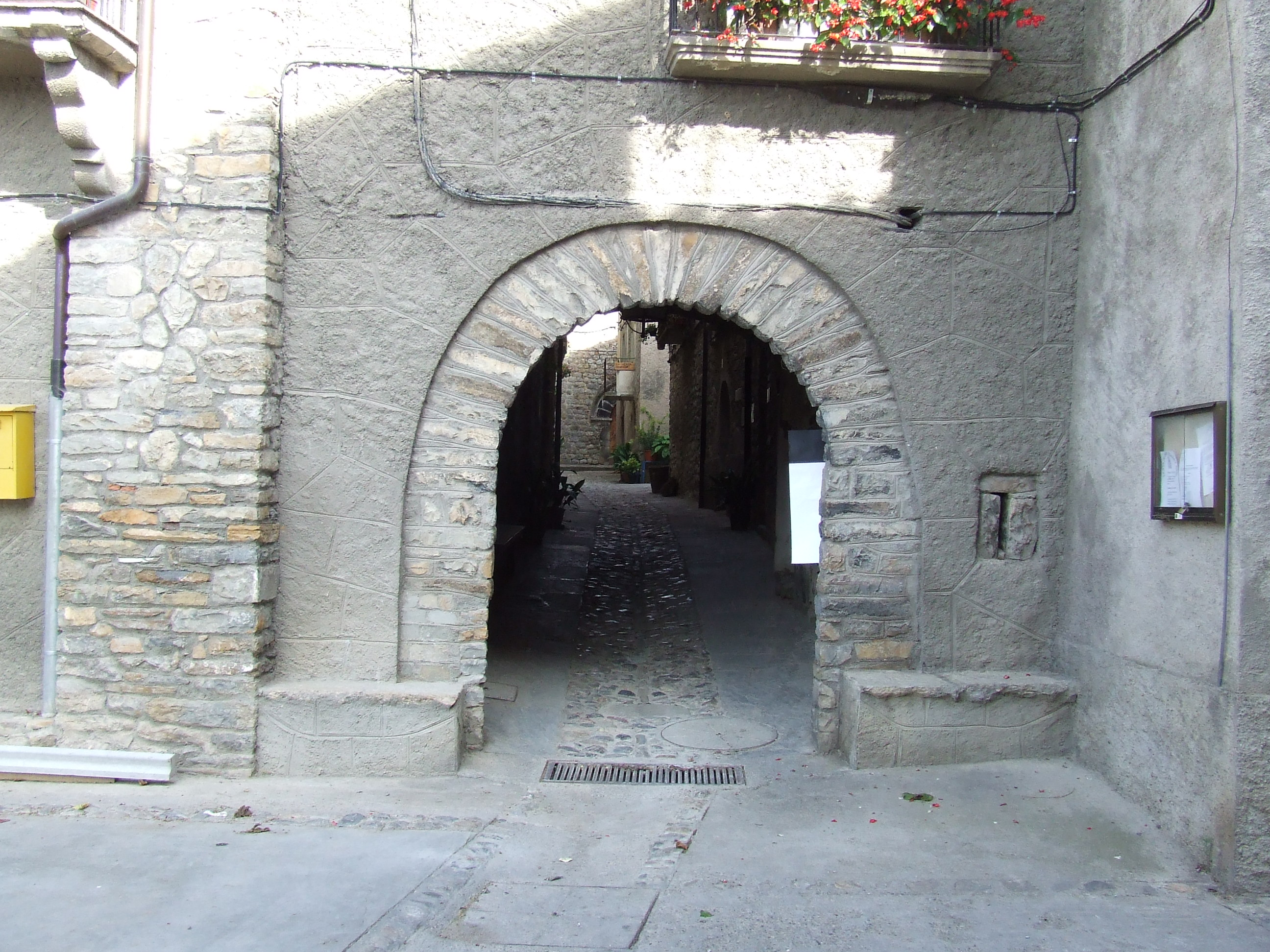
Portal d'entrada al clos, carrer únic, del poble

 És a 648,9 m d'altitud, a prop del Pont de Claverol i de la Pobla de Segur. Molts dels censats en el poble no hi tenen la residència habitual. L'activitat principal és agrícola i ramadera de subsistència, a més d'una certa activitat a l'entorn del turisme, en els allotjaments rurals independents (ARI) existents en el poble.
El topònim Sant Martí de Canals pren la primera part de l'advocació de la parròquia del poble, dedicada a sant Martí de Tours, sant molt venerat a casa nostra a l'edat mitjana. La segona part del topònim, “Canals”, és d'origen ja romànic i de caràcter descriptiu: la terra, en aquesta zona muntanyosa, s'erosiona molt, i fa que arreu dels voltants del poble estigui ple de canals formades per l'aigua en anar-se menjant la terra. El proper poble de Sossís té un origen semblant, però encara més descriptiu, ja que ve del verb «solsir-se» (ensorrar-se). Una altra explicació podria ser un (avui abandonat i en gran part destruït) sistema de canals dintre del Barranc de Sant Martí, en un paratge anomenat «els Horts del Torrent», sota del tossal del mateix nom, amb innombrables terrasses de conreu majoritàriament també desaparegudes.

## Història

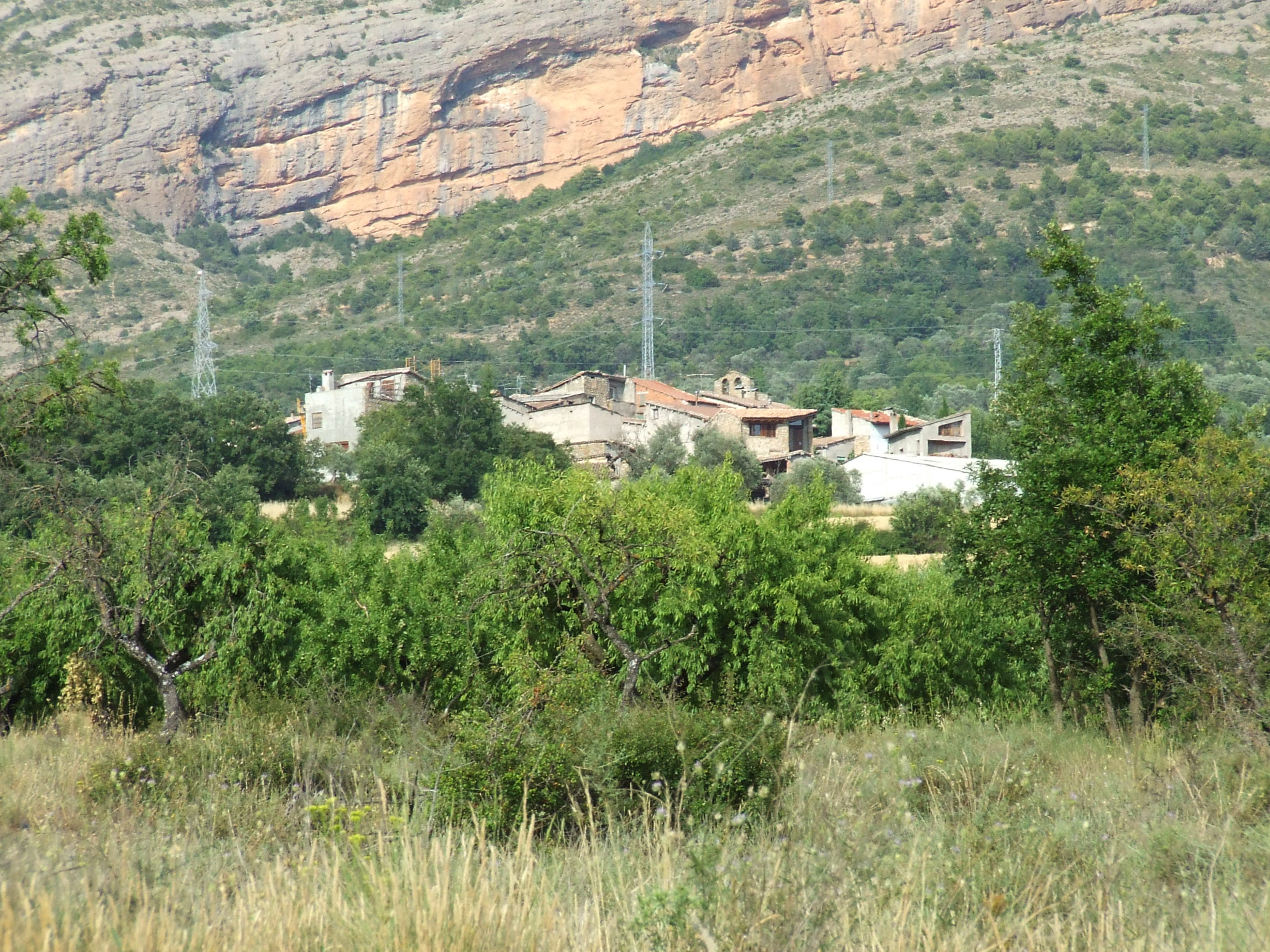
El poble, des del sud-oest

Citat ja el 1050, conserva intacte el nucli medieval format per un carrer amb una placeta, que es pot tancar amb un portal dotat d'espitlleres, i acaba a l'altre extrem a l'església de Sant Martí de Canals, d'origen romànic i reconstruïda diverses vegades, amb una façana actual del segle xvii. En el cens del 1381 consten a Sant Martí de Canals 7 focs (uns 35 habitants), i era domini del monestir de Santa Maria de Gerri.
Sant Martí de Canals apareix en el Fogatge del 1553 amb 11 focs (uns 55 habitants).

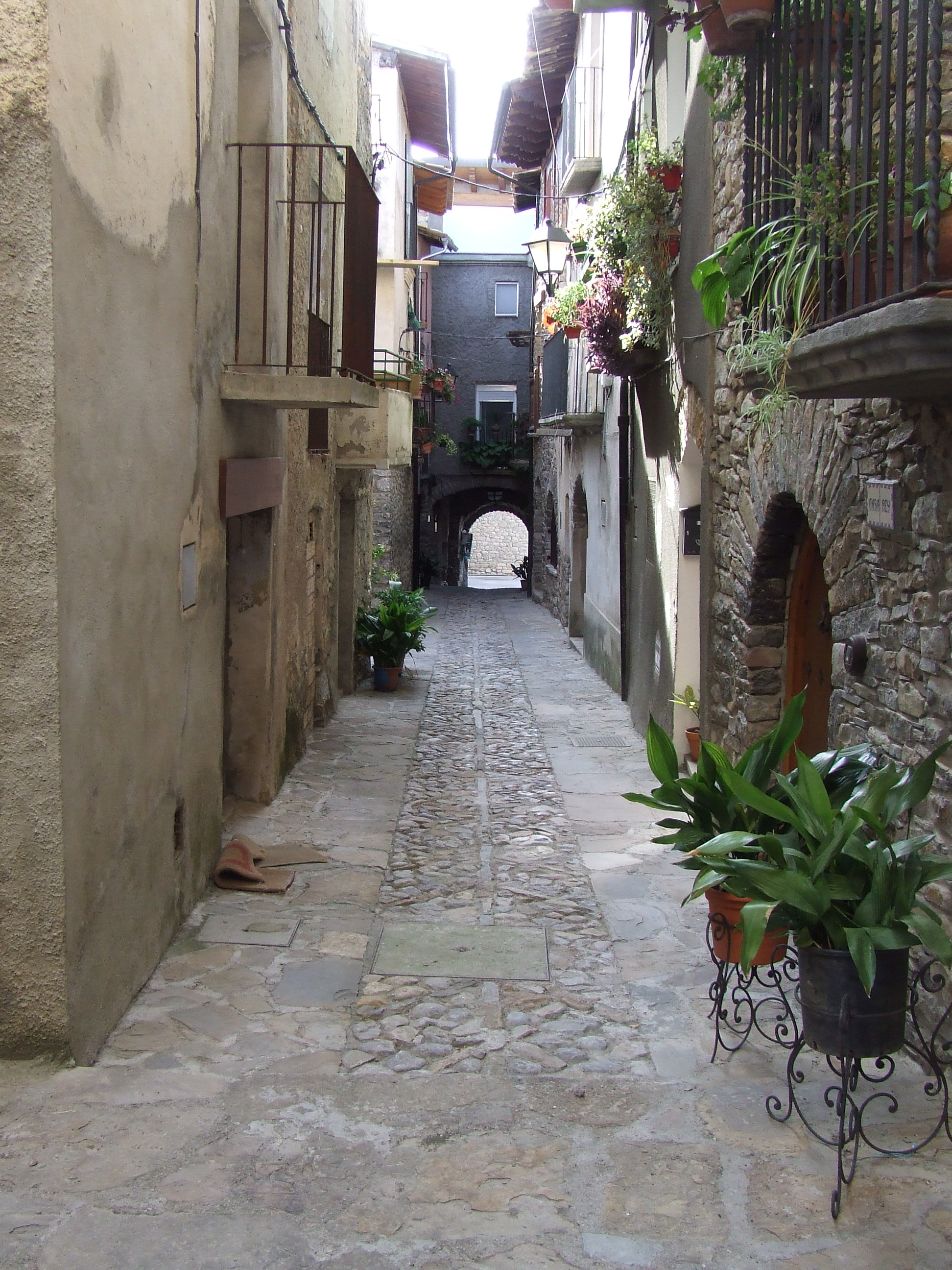
El carrer Major, i únic, del clos del poble

Entre 1812 i 1847 tingué ajuntament propi. Havia estat creat a partir del desplegament de les disposicions emanades de la Constitució de Cadis, i fou suprimit a ran de les noves lleis municipals promulgades a mitjan segle xix, que no permeteren el manteniment dels ajuntaments en poblacions de menys de 30 veïns (entenent com a veí els caps de família). El febrer del 1847 ja apareix agrupat amb els pobles de Claverol, el Pont de Claverol o Sossís dins del municipi de Claverol.
En el Diccionario geográfico... de Pascual Madoz, del 1845, Sant Martí de Canals és descrit com un poble situat a la falda occidental d'un turó cobert de roques, ventilat de tots els vents, llevat dels de llevant. Clima una mica fred, però sa. Formen el poble 22 cases unides, d'una sola planta, i una casa separada de la resta, Sarransot, amb capella pròpia, dedicada a sant Antoni abat, una mica separada. Carrers plans i ben empedrats. Una font pública molt abundosa subministra l'aigua del poble; és molt propera a les cases. El terreny és fluix i de qualitat mitjana, força pla, i amb molt poc regadiu. S'hi fa blat, ordi, sègol, oli, vi, patates, llegums, hortalisses, aglans, llana i seda. Hi ha bestiar divers: ovelles, cabres, porcs i vaques. També hi ha caça de perdius, i pesca de truites, barbs i anguiles. Hi ha via un molí d'oli. La població era de 15 veïns (caps de família) i 91 ànimes (habitants).
Ceferí Rocafort comenta que en el terme de Claverol hi ha 197 edificis, amb 469 habitants de fet i 467 de dret, dels quals el poble de Claverol en té 40 i 79, respectivament, el Pont de Claverol, 65 i 183, Sant Martí de Canals, 38 i 122, i Sossís, 26 i 72. A més, hi ha 28 cases més escampades per la resta del terme, entre les quals esmenta el mas Miret, els Masos de Baiarri i el Molí de Palau, amb la capella de Sant Martí.
El 1970 tenia encara 99 habitants, que havien baixat a 71 el 1981 i a 51 el 2006 (persones empadronades, en realitat els que hi viuen físicament no arriben a la meitat d'aquestes xifres).
Tenia dos molins, un de farina i un altre d'oli, actualment sota les aigües del pantà de Sant Antoni.